# Жатец
Жатец (чеш. Žatec) град је у Чешкој Републици, у оквиру историјске покрајине Бохемије. Жатец је град управне јединице Устечки крај, у оквиру којег припада округу Лоуни.
Данас је околина Жатеца познат по хмељу, важном састојку пива. Сматра се да је жатечки хмељ најбољи у целој Чешкој, иначе чувеној по добром пиву.

## Географија
Жатец се налази у северозападном делу Чешке републике. Град је удаљен од 80 km северозападно од главног града Прага, а од оближњег Уста на Лаби 70 km југозападно.
Град Жатец се налази у северном делу историјске области Бохемије. Град се налази у долини реке Охре на приближно 230 m надморске висине. Подручје око града је бреговито.

## Историја
Подручје Жатеца било је насељено још у доба праисторије. Насеље под данашњим називом први пут се у писаним документима спомиње 1004. године, да 1265. године дато насеље добило градска права. У 14. веку у граду се насељавају Немци, који потепено постају претежно градско становништво.
Године 1919. Жатец је постао део новоосноване Чехословачке. 1938. године Жатец, као насеље са немачком већином, је оцепљено од Чехословачке и припојено Трећем рајху у склопу Судетских области. После Другог светског рата месни Немци су се присилно иселили из града у матицу. У време комунизма град је нагло индустријализован. После осамостаљења Чешке дошло је до опадања активности тешке индустрије и до проблема са преструктурирањем привреде.

## Становништво
Жатец данас има око 20.000 становника и последњих година број становника у граду стагнира. Поред Чеха у граду живе и Словаци и Роми.

## Галерија
- Градска Богородичина црква
- Кнезова капија
- Градска пивара
- Синагога у Жатецу

## Партнерски градови
- Тум
- Новочебоксарск